# Sigmund Billings
Sigmund Billings (* 21. September 1732 in Colmar; † 26. Dezember 1796 ebenda) war ein deutscher Schulmann, evangelischer Geistlicher  und elsässischer Regionalhistoriker.

## Leben
Billings Vater, Johann Daniel Billings, stammte nach eigenen Angaben der Familie von einem schwedischen Soldaten ab, der während des Dreißigjährigen Kriegs im Elsass unter dem Feldmarschall Gustaf Horn und dem Rheingrafen Otto Ludwig gedient hatte und dann hier heimisch geworden war. Billings wurde von seinen Eltern auf das Evangelische Gymnasium in Colmar geschickt, und besuchte dann die Universität Tübingen, um Theologie zu studieren. Zu diesem Zeitpunkt bestand  an der schwäbischen Universität für elsässische Studenten die Möglichkeit, in den Genuss eines von der Herrschaft Reichenweyer oder von der Grafschaft Horburg gestifteten Stipendiums zu gelangen, die ehedem württembergische Besitzungen im Elsass waren. Nach Beendigung des Studiums kehrte er als Kandidat der Theologie nach Colmar zurück. Zu seinem heimatlichen Bekanntenkreis gehörte unter anderem auch der blinde Dichter Pfeffel. 
Nachdem er einige Jahre lang in der benachbarten Grafschaft Horburg als Prediger tätig gewesen war, wirkte er von 1772 bis 1774 als Konrektor am Evangelischen Gymnasium zu Colmar, von 1774 bis 1780 als  Rektor dieser Anstalt und von 1789 bis 1796  als Pfarrgeistlicher an der evangelischen Kirche zu Colmar. Er entwickelte ein reges Interesee an der Geschichte des Elsass, fertigte in den örtlichen Archiven Abschriften von zahlreichen alten Urkunden an und stellte ein reichhaltiges Material zur Kenntnis der elsässischen Geschichte zusammen. 1776 gründete er das Wochenblatt Der elsässische Patriot, das später in Der patriotische Elsässer umbenannt wurde, aber nur zwei Jahre lang, bis 1777, herauskam. Zu dieser Zeitschrift lieferte Billings die meisten Beiträge.  1782 fügte Billings solche Aufsätze zu einem Lehrbuch für die Jugend zusammen, das er anonym in Basel unter dem Titel Geschichte und Beschreibung des Elsasses veröffentlichte. 1789 wurde er zum Diakon der evangelischen Kirche zu Kolmar ernannt. Als nach der Säkularisation die Bibliotheksbestände der oberelsässischen Klöster nach Colmar gebracht wurden, betrauten die Behörden Billings mit der Aufgabe, das wertvolle historische Material in der Stadtbibliothek archivalisch einzuordnen. Billings soll dem katholischen Pfarrer von Colmar Anton Theodor Franz Xaver Reech das Leben gerettet haben, indem er ihm in seinem Haus Unterschlupf gewährte.

## Werke (Auswahl)
- Beiträge zur Wochenzeitschrift Der elsässische Patriot, Straßburg und Colmar, Jahrgang 1777.
- Geschichte und Beschreibung des Elsasses und seiner Bewohner von den ältesten bis in die neuesten Zeiten, Basel 1782 (online).
- Colmar und die Schreckenszeit. Ein Tagebuch und Aktenstücke aus den Revolutionsjahren 1789–1796 (Julius Friedrich Emil Rathgeber, Hrsg.), Verlag A. Kröner, Stuttgart 1873 (Google Books).
- Kleine Chronik der Stadt Colmar. Hrsg. von Andreas Waltz. Colmar 1891 (online).